# Néstor Torres (botánico)
D. Nèstor Torres ( n. 1949 ) es un botánico español.

## Algunas publicaciones
- pere Fraga, max Debussche, m. Grandjanny, Néstor Torres, g. Debussche, maurici Mus Amézquita. 1997. Ecologie d'une espèce endémique en milieu insulaire: Cyclamen balearicum Wilk. aux Îles Baléares = Ecology of an endemic insular species: Cyclamen balearicum Wilk. in the Balaeric Islands. Anales del Jardín Botánico de Madrid, ISSN 0211-1322, Vol. 55, N.º 1, pp. 31-48 leer

- La abreviatura «N.Torres» se emplea para indicar a Néstor Torres como autoridad en la descripción y clasificación científica de los vegetales.[1]